# 35370 Daisakyu
35370 Daisakyu este un asteroid din centura principală de asteroizi.

## Descriere
35370 Daisakyu este un asteroid din centura principală de asteroizi. A fost descoperit pe 29 octombrie 1997 la Saji de Observatorul din Saji. Asteroidul prezintă o orbită caracterizată de o semiaxă mare de 2,26 ua, o excentricitate de 0,15 și o înclinație de 3,5° în raport cu ecliptica.